# Abraham Groves
Abraham Groves est un médecin et chirurgien canadien, né le 8 septembre 1847 et mort le 12 mai 1935,.
Il est à l'origine de plusieurs avancées décisives dans le domaine chirurgical, notamment pour ce qui concerne l'asepsie. C'est le premier chirurgien du continent nord-américain à réaliser une appendicectomie en 1883, et le premier canadien à réussir une opération de lithotomie par voie haute (sus-pubienne).
Il crée en 1902 l'hôpital Royal Victoria dont il fait don en 1935 à la ville de Fergus (Ontario) ; cet hôpital prend ensuite le nom de Groves Memorial Community Hospital sous lequel il est désormais connu. 